# Anticoma curticauda
Anticoma curticauda is een rondwormensoort uit de familie van de Anticomidae.